# Ротенберг, Наталья Сергеевна
Наталья Сергеевна Арзаканцян (в 1-м браке Ротенберг; арм. Նատալյա Արզաքանցյան; род. 18 января 1981, Курган) — армянский политический деятель, российский общественный деятель.

## Биография
Наталья Сергеевна родилась 18 января 1981 года в городе Кургане Курганской области. В семье было 4 детей.
С 4,5 лет занималась художественной гимнастикой. В 5,5 лет поступила в Курганскую детскую школу искусств № 3 (ныне имени В. А. Громова) на класс хореографии, где получила диплом по классу хореографии (балета).
1998 году поступила в Курганское культурно-просветительское училище на класс хореографии. После окончания работала учителем хореографии и балета для детей 6-11 лет.
В 2000 году Наталья поступила в Государственный университет управления (г. Москва) на курс «Управляющий финансовыми рисками».
С 2001 года находилась в браке с Аркадием Романовичем Ротенбергом, от которого у Натальи двое детей — дочь Варвара и сын Аркадий.
С 2012 по 2018 год она проживала с детьми в Лондоне, где занималась строительным и дизайнерским бизнесом и создавала собственные коллекции брендов одежды.
Ротенберги развелись в апреле 2013 года. Бракоразводный процесс начался в марте 2013 года, решение о расторжении брака было совместным.
В 2018 году получила свидетельство об окончании оксфордских курсов повышения квалификации по ведению переговоров.
В 2020 году окончила Российскую академию народного хозяйства и государственной службы при Президенте Российской Федерации, училась на факультете «Управление государственным и частными предприятиями».
В июне 2019 года вышла замуж за Тиграна Арзаканцяна, армянского бизнесмена, производителя коньяка и председателя политической партии «Сила Отечества». В Нагорно-Карабахской Республике посадили 5000 деревьев грецкого ореха.

## Благотворительная и общественная деятельность
В 2008 году открыла детскую школу «Покров» (г. Москва) по искусству и подготовке к школе. НОЧУ ДО КДЦ «Покров» (ИНН 7733183936) ликвидировано 15 ноября 2017 года; ООО КДЦ «Покров» (ИНН 7705882428) ликвидировано 26 марта 2018 года.
В 2009 году открыла школу русского балета и хореографии для детей и взрослых.
В 2014 году основала дизайн-компанию NR Group. Успешно воплотила несколько проектов, отмеченных наградами.
В 2015 году Наталья основала бизнес-компанию NR Events и благотворительный фонд NR Foundation, осуществляя деятельность на территории Лондона. С 2017 года «NR Foundation» ведет свою деятельность в России. В 2021 году фонд проделал ряд благотворительных акций в Армении, где Наталья проживает сейчас . К основным направлениям деятельности Фонда относится поддержка юных талантов, помощь в проведении спортивных и культурных мероприятий, адресная помощь нуждающимся. За время работы фонд Натальи Ротенберг организовал более ста мероприятий по всему миру..
В 2017 году в Лондоне была представлена книга Натальи Ротенберг на английском языке «The Bolshoi», призванная рассказать Европе о русском балете. В книгу вошли фотографии Александра Гусова и переведённый на английский язык текст Андрея Кончаловского. С 24 по 26 февраля 2018 года в городе Москве прошло организованное NR Foundation трехдневное благотворительное мероприятие «THE BOLSHOI NIGHT». В мероприятии приняли участие более 200 гостей, в числе которых были политики и знаменитости со всего мира.
С 26 июня 2018 года президент Благотворительного фонда Натальи Ротенберг (ИНН 7203430700), г. Тюмень.
В 2019 году зарегистрировала собственные бренды в сферах производства парфюмерии, одежды и обуви, продуктов питания, алкогольных и безалкогольных напитков и телешоу. В Ереване был бутик «Նատալյա Ռոտենբերգ» («Наталья Ротенберг»), закрыт в 2023 году.
В 2021 году начала погружаться в мир спорта художественной гимнастики на территории Армении.
28-30 января 2022 года организовала Кубок Натальи Ротенберг по художественной гимнастике для всех спортивных школ Армении. В нем приняли участие 175 гимнасток из разных регионов. Были привлечены спонсоры и приглашены Министр Спорта Армении и Президент федерации гимнастики.
В феврале 2022 года Наталья Сергеевна была назначена Вице-Президентом Федерации гимнастики. Заменила главного тренера сборной Армении, пригласила чемпионских тренеров из сборной РФ и Белоруссии в Армению, организовала спортивные сборы в Цахкадзоре, организовала семинары по международным правилам для тренеров, посетила все школы художественной гимнастики Армении, участвовала в международных экзаменах FIG.
В марте 2022 года зарегистрировала свою Федерацию художественной гимнастики Армении, Президентом которой она является по сей день, и начала свою независимую деятельность по развитию спорта в Республике Армения.

## Политическая деятельность
В июне 2021 года приняла участие во Внеочередных выборах в Армении. Наталья Ротенберг была поддержкой своему мужу Тиграну Арзаканцяну, который выдвигался в качестве кандидата в Премьер Министры, но был снят с выборов по решению ЦИК.
В марте 2022 года Наталья Сергеевна и ее супруг Тигран Арзаканцян зарегистрировали политическую партию «Сила Отечества» и начали кампанию по привлечению сторонников. Наталья была избрана председателем высшего совета.
Приняла участие в выборах Совета старейшин Еревана (англ. 2023 Yerevan City Council election) в 2023 году, который избирает мэра города. Была второй в списке партии Сила Отечества (англ. Uzh Hayrenyats), список возглавляла Нелли Арутюнян. Она была единственным российским кандидатом в Ереване из 14 участников. Партия получила 1706 голосов (0,74 %) и не прошла в «Совет старейшин».

## Награды и звания, премии
- Премия «Герой Москвы» в номинации «Меценат», Правительство Москвы, 2018 год[27]
- Золотой орден «Женщина мира» и международная награда «Женская гордость».[28]
- Золотая медаль «Миротворец», на Пятом Международном форуме мира в Крыму.
- Премия «Наследие нации», за заслуги перед обществом и вклад в достояние нации.

## Семья
- 1- муж Аркадий Романович Ротенберг (род. 15 декабря 1951, Ленинград). В браке были с 2005 по 2013 год.
  - Дочь Варвара.
  - Сын Аркадий.
- 2-й муж Тигран Григорьевич Арзаканцян (род. 7 августа 1966, Камо, Армянская ССР). В браке с июня 2019 года.